# Гари Дордан
Гари Дордан (енгл. Gary Dourdan; Филаделфија, Пенсилванија, САД, 11. децембар 1966) је амерички глумац, најпознатији по улози Ворика Брауна (енгл. Warrick Brown) у ТВ серији „Место злочина: Лас Вегас“ од 2000. до 2009. године. Рођен је као Гари Роберт Дердин (енгл. Durdin), син Роберта Дердина, предузетника и музичког агента, и Сенди Дердин, учитељице и модне дизајнерке. Од 1992. до 1994. године био је у браку са манекенком Рошамбом Вилијамс. Године 1997. тумачио је једну од главних улога у филму „Осми путник: Васкрснуће“.